# Rennrollstuhl

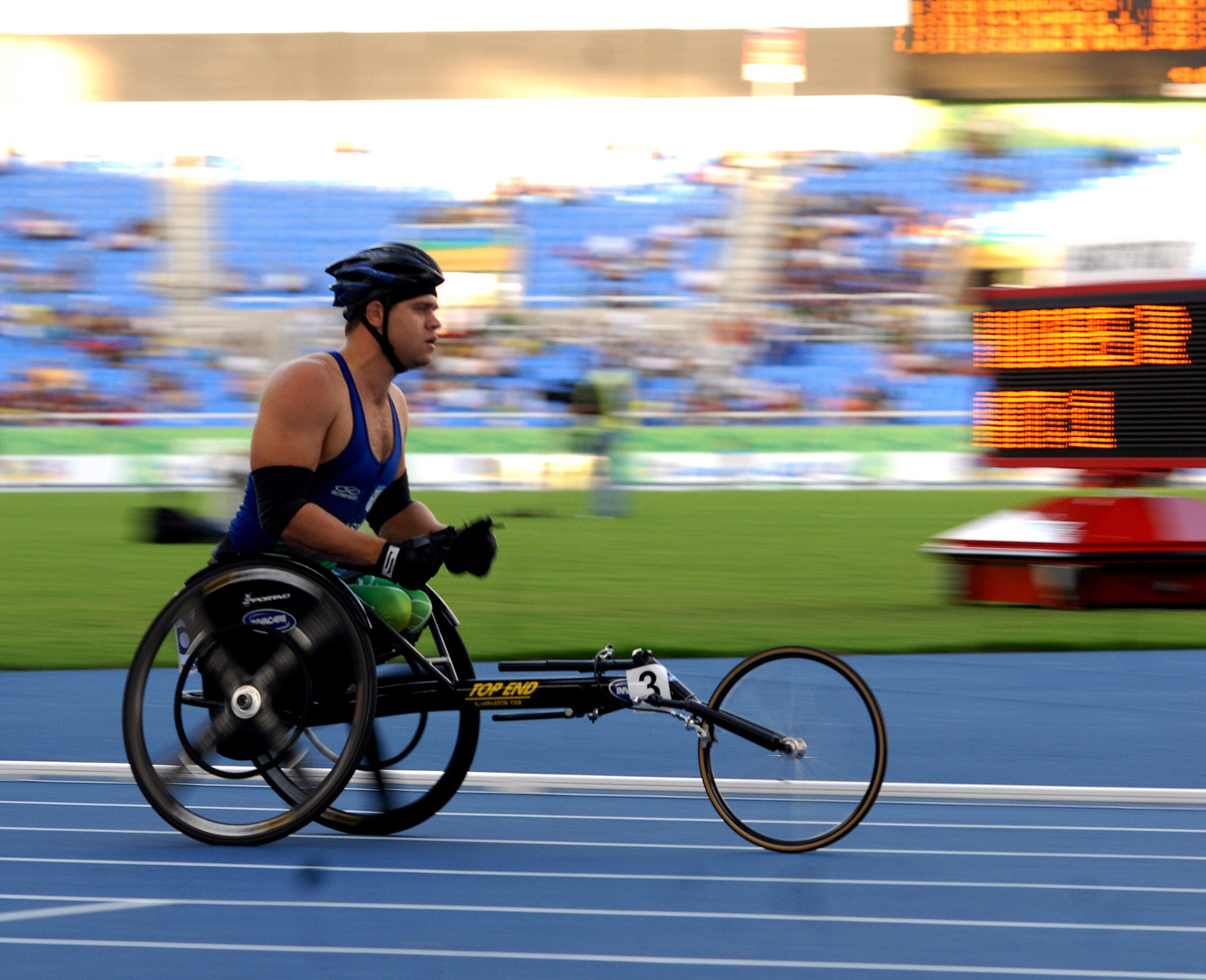
Wendel Silva Soares im Top End bei einem Rennen 2007

Ein Rennrollstuhl ist ein Sportgerät, das Rollstuhlfahrern die Möglichkeit gibt, einen Sport, der dem des Laufens in der Leichtathletik sehr ähnlich ist, auszuüben. Dabei sind fast alle Distanzen, wie in der Leichtathletik, als Wettkampfstrecke möglich.

## Geschichte
Die Geschichte des Rennrollstuhls beginnt in den 1970er-Jahren mit modifizierten Alltagsrollstühlen und Eigenbauten, die etwa bei ersten Rennen in Meckenbeuren auf Distanzen um 20 km eingesetzt wurden. 1980, kurz nach den Paralympics in Arnheim, entwickelte Errol Marklein mit der Firma Sopur (heute Sunrise Medical) den Track. Dieser gehörte wie der aus den USA stammende Top End zu den ersten seriell hergestellten Rennrollstühlen der Welt. 
Die frühen Modelle waren noch vierrädrig, was sich aber als Nachteil erwies: Durch die geringe Spurtreue waren zu viele Richtungskorrekturen notwendig, was sich negativ auf die Geschwindigkeit auswirkte. Spätere Modelle waren deshalb nur noch dreirädrig und hatten kaum mehr Ähnlichkeit mit Alltagsrollstühlen. Ab 1983 wurden leichtere und größere Laufräder als bisher verwendet, ab 1985 nutzte man auch deutlich größere Vorderräder und ergonomischere Sitzlösungen, ab 1986 wurden die Füße der Fahrer immer weiter nach hinten verlagert, um eine dynamischere Sitzposition zu erreichen. Dreirädrige Modelle setzten sich endgültig ab 1987 durch, ab 1989 war ein integrierter Lenkmechanismus für die Stadionkurven üblich, danach veränderte sich das Design der Rennrollstühle, abgesehen von einer Verlängerung des Rahmens, nicht mehr entscheidend.
Mit dem Aufkommen des Handbikes, das höhere Geschwindigkeiten und steilere Steigungen erlaubt, ging die Zahl der Rennrollstuhlfahrer zurück.

## Technik

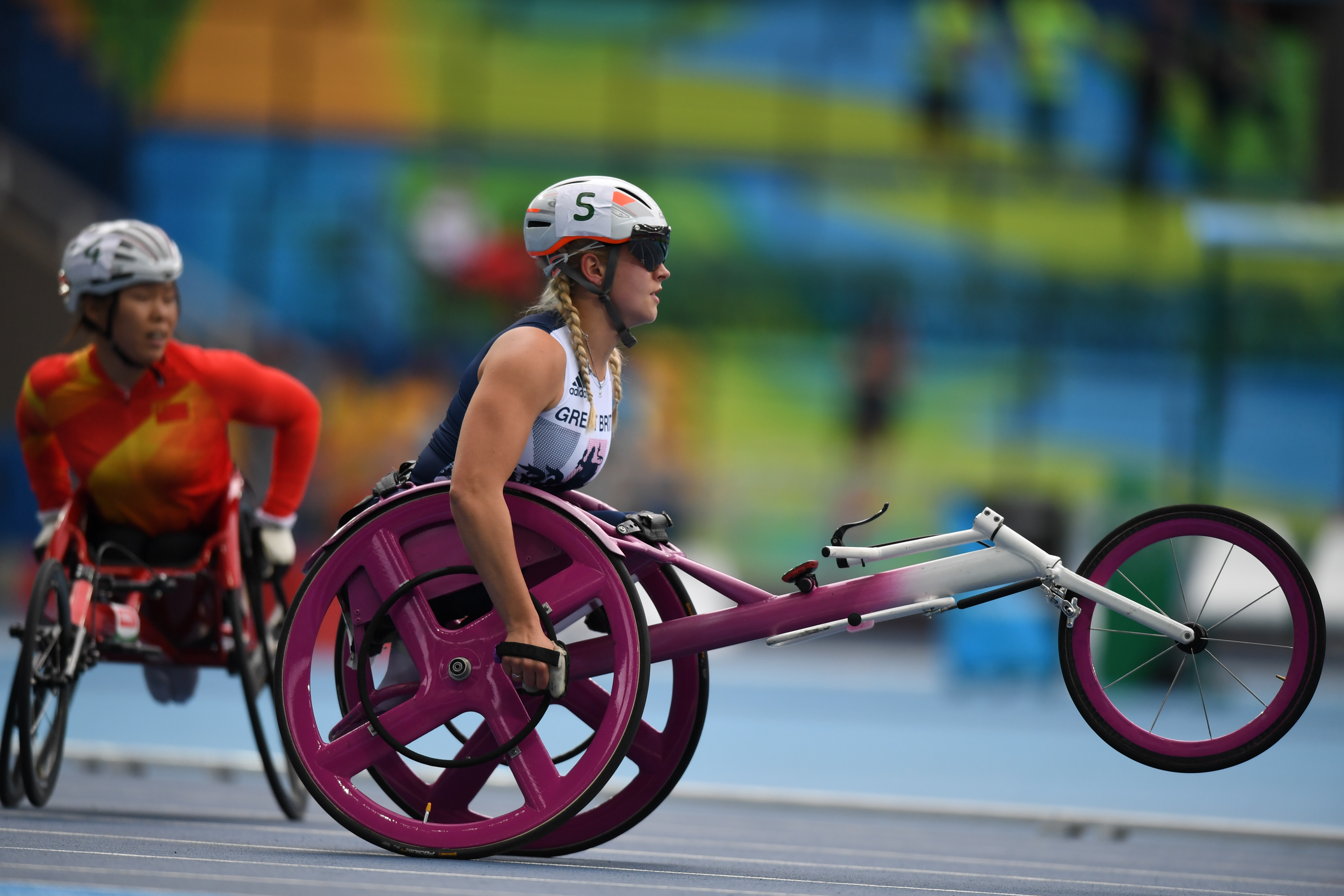
Samantha Kinghorn beim T53-100-m-Lauf bei den Sommer-Paralympics 2016

Rennrollstühle sind aus möglichst leichten Materialien gefertigt. Die Hinterräder haben normalerweise einen starken Sturz, sind größer als die Antriebsräder herkömmlicher Rollstühle und haben Greifringe mit deutlich geringerem Durchmesser. Der Fahrer sitzt in kauernder Stellung in dem Gerät, die Beine, so vorhanden, angewinkelt unter dem Sitz. Das einzelne Vorderrad befindet sich weit vor der Sitzeinheit und kann festgestellt werden, damit auf einer vorgegebenen Bahn spurtreues Fahren möglich ist. Eine Schaltung oder andere Übersetzungshilfen sind nicht erlaubt. Die Hände des Fahrers werden durch Tape oder Handschuhe geschützt, zusätzlich verwenden viele Fahrer einen Speichenschutz.